# Camillo Paolucci
Camillo Paolucci (Forlì, 9 de dezembro de 1692 - Roma, 11 de junho de 1763) foi um cardeal italiano do século XVIII.

## Biografia
Nasceu em Forlì em 9 de dezembro de 1692, de família nobre. Filho de Marchis Pietro Martire Merlini e Angiola Guerriera Paolucci. Ele foi adotado na casa de Paolucci e adotou seu sobrenome. Também está listado como Camillo Paolucci de' Calboli. Sobrinho do cardeal Fabrizio Paolucci (1697).
Estudou na Pontifícia Academia dos Nobres Eclesiásticos, desde 1709 (diplomacia); e na Universidade La Sapienza, em Roma, onde obteve o doutorado in utroque iure, direito canônico e civil, em 4 de novembro de 1718.
Cônego do capítulo da basílica patriarcal de Latrão, Roma, 1º de julho de 1714. Entrou na prelatura romana e foi nomeado secretário da Cifra e referendário dos Tribunais da Assinatura Apostólica de Justiça e da Graça, 15 de dezembro de 1718. Prelado doméstico de Sua Santidade.
Foi ordenado em 23 de dezembro de 1719. Tenente do vicariato de Roma no pontificado do Papa Inocêncio XIII. Relator da Sagrada Congregação do Bom Governo. Vigário geral do Cardeal Fabrizio Paolucci, bispo do Porto e Santa Rufina, subdecano do Sacro Colégio dos Cardeais, 1724-1725.
Eleito arcebispo titular de Iconio, em 26 de junho de 1724, pelo Papa Bento XIII. Consagrado em 2 de julho de 1724, igreja de S. Maria em Vallicella, Roma, pelo cardeal Fabrizio Paolucci, auxiliado por Prospero Marefoschi, arcebispo titular de Cesarea, e por Tommaso Cervini, arcebispo titular de Nicomédia. Assistente do Trono Pontifício, 6 de outubro de 1724. Secretário da Cifra, 1725-1727. Núncio extraordinário na Polônia, junho de 1727. Núncio na Polônia, 2 de agosto de 1728 até maio de 1738. Núncio na Áustria, 20 de maio de 1738 até 20 de outubro de 1745.
Criado cardeal-presbítero no consistório de 9 de setembro de 1743; o papa enviou-lhe o barrete vermelho com um breve apostólico de 20 de setembro de 1743. Ele não pôde ir a Roma até 1746 devido à guerra na Alemanha para a eleição do novo imperador. Recebeu o chapéu vermelho em 31 de março de 1746; e o título de Ss. Giovanni e Paolo, 18 de abril de 1746. Legado em Ferrara, de 19 de setembro de 1746 a 7 de dezembro de 1750. Camerlengo do Colégio dos Cardeais, de 1º de fevereiro de 1751 a 24 de janeiro de 1752. Optou pelo título de S. Maria em Trastevere, mantendo in commendam o título de Ss. Giovanni e Paolo, 20 de setembro de 1756. Participou do conclave de 1758, que elegeu o Papa Clemente XIII, cuja eleição ele se opôs abertamente. Optou pela ordem dos bispos e pela sé suburbicária de Frascati, conservando os títulos in commendam, a 22 de novembro de 1758. Optou pela sé suburbicária de Porto e Santa Rufina, conservando os títulos in commendam, a 13 de julho de 1761. Subdecano do Sagrado Colégio dos Cardeais.
Morreu em Roma em 11 de junho de 1763, por volta das 18 horas. Exposto na igreja de S. Marcello, em Roma, onde se realizou o funeral, com a assistência de vinte e dois cardeais; e sepultado à direita da capela de S. Pellegrino Laziosi, sobre a porta da sacristia, naquela mesma igreja.